# Hubie Brown
Hubert Jude "Hubie" Brown (ur. 25 września 1933 w Hazleton) – amerykański trener koszykarski, mistrz ABA, dwukrotny trener roku NBA, komentator sportowy, analityk koszykarski, członek Koszykarskiej Galerii Sław.
Po ukończeniu college'u dołączył do armii, gdzie podobnie jak i na uczelni, występował w drużynie koszykarskiej. W 1958 roku dołączył do zespołu Rochester Colonels z ligi Eastern Professional Basketball League (poprzedniczka Continental Basketball Association). Zanim drużyna odpadła z ligi Brown wystąpił w ośmiu spotkaniach, notując średnio 13,8 punktu. Miał zadatki na świetnego zawodowca, zdołał także pokazać swój talent w grze obronnej.
Następnie spędził dziewięć lat trenując zespoły szkół średnich - Cranford High School (Cranford, New Jersey) oraz Fair Lawn High School (Fair Lawn, New Jersey). W 1968 roku został asystentem trenera w College of William & Mary. Po roku tę zaczął pełnić tę samą funkcję w Duke University. W 1972 roku trafił do National Basketball Association, gdzie objął stanowisko asystenta w drużynie Milwaukee Bucks, która dwa lata później dotarła do finału NBA.
W 1974 roku został głównym trenerem zespołu z ligi ABA – Kentucky Colonels. Już w swoim pierwszym sezonie w roli samodzielnego trenera został mistrzem ligi. W zespole występowali wtedy późniejsi członkowie Koszykarskiej Galerii Sław – Artis Gilmore oraz Dan Issel. 
Po rozwiązaniu ligi ABA w 1976 roku związał się z zespołem Atlanta Hawks na kolejne pięć lat. W 1978 roku nagrodzono go tytułem trenera roku NBA. Po rocznej przerwie został trenerem New York Knicks, po raz kolejny na pięć lat. Następnie do trenowania powrócił dopiero po piętnastu latach obejmują stanowisko głównego trenera Memphis Grizzlies. Za swoje osiągnięcia, w prowadzeniu zespołu z miasta Elvisa, został po raz drugi w karierze wyróżniony tytułem trenera roku NBA w 2004. Karierę trenerską zakończył w 2005 roku.
Kiedy nie pełnił funkcji trenera zajmował się komentowaniem oraz analizą spotkań NBA dla rozmaitych stacji TV (CBS, ABC, USA, TNT, TBS).

## Osiągnięcia
Trener
- Wicemistrz NBA jako asystent trenera (1974)[7]
- Mistrz ABA (1975)[1]
- 2–krotny Trener Roku NBA (1978, 2004)[2]
- Wybrany do Koszykarskiej Galerii Sław (Naismith Memorial Basketball Hall Of Fame - 2005)[4]

Analityk, publicysta
- Laureat nagrody Curt Gowdy Media Award (2000)[8]
- 2–krotnie nominowany do Sports Grammy (1994, 1999)[3]